# Aníbal Ponce
Aníbal Norberto Ponce, más conocido como Aníbal Ponce (Buenos Aires, Argentina, 6 de junio de 1898 – México, 18 de mayo de 1938), fue un ensayista, psicólogo, profesor y político argentino. 

## Biografía
Huérfano, desde su adolescencia comenzó a demostrar virtudes como escritor y pensador. Obtuvo la Medalla de Oro de su promoción en el Colegio Nacional de Buenos Aires. Antes de terminar el colegio ganó un premio por un ensayo sobre Nicolás Avellaneda. Cursó Medicina en la Universidad de Buenos Aires hasta su tercer año, en 1918, cuando un altercado con un profesor, quien lo había aplazado injustamente, hace que interrumpa sus estudios formales y se dedique a la investigación en Psicología, siendo uno de los pioneros en Argentina y en América Latina. En 1920 conoció a José Ingenieros, con quien codirigirá la Revista de Filosofía, haciéndose cargo de la dirección al morir Ingenieros en 1925. 
En 1930 fundó el Colegio Libre de Estudios Superiores, en cuya publicación Cursos y Conferencias apareció, en varios números, “Educación y lucha de clases”, obra fundamental, en 1934. Por esos años comenzó a militar en el Partido Comunista de la Argentina y visitó la Unión Soviética. En 1935 fundó la Asociación de Intelectuales, Artistas, Periodistas y Escritores (AIAPE), de la que fue el primer presidente.
Ponce ocupó cátedras de Psicología en varias casas de altos estudios de Argentina. En 1936, cuando su figura estaba en pleno crecimiento, fue exonerado de sus cargos por su adhesión al marxismo y su militancia activa. Decidió exiliarse en México, donde dictó cursos de psicología, ética, sociología y dialéctica en distintas universidades, sin dejar su militancia política. Se unió a la Liga de Escritores y Artistas Revolucionarios de México (LEAR). Finalmente decidió instalarse en la ciudad de Morelia, en el estado de Michoacán, y obtuvo un cargo permanente en la Universidad Michoacana de San Nicolás de Hidalgo, conocida por su tendencia marxista.
En 1938, en la carretera entre Morelia y la Ciudad de México, un accidente de tránsito le dejó heridas internas que no fueron descubiertas a tiempo, lo que le causó la muerte.

## Pensamiento
En Argentina, entre los años veinte y treinta, Ponce publicó varios textos en diversas áreas de la psicología, especialmente psicología genética, del desarrollo y educativa. Su obra psicológica incluye también interesantes incursiones en temas como el razonamiento, la adaptación, los sentimientos y el "espíritu de contradicción". Ponce desarrolló un enfoque teórico original que articulaba concepciones de José Ingenieros, Alfred Adler, Jean Piaget y Lucien Lévy-Bruhl. A estas influencias se sumó la de Karl Marx y el marxismo en los años treinta. Su libro “Educación y lucha de clases” analiza históricamente, desde un punto de vista marxista, la manera en que la estructura económico-social ha determinado los sucesivos modelos educativos dominantes en cada época.

## Obras
- Ambición y angustia en los adolescentes
- La vejez de Sarmiento
- Condiciones para la universidad libre
- Humanismo burgués y humanismo proletario: de Erasmo a Romain Rolland
- Educación y lucha de clases
- Estudios de Psicología (Recopilación de textos realizada por su hermana, Clarita Ponce)